# 野手選擇
野手選擇，簡稱野選、FC（Fielder's Choice），指棒球比賽中，打者（擊球跑壘員）因為守備員（野手）選擇將球傳至一壘之外的其他壘包而上壘，不算安打，紀錄上記為「野手選擇」。
一般最常見的狀況是：打者擊出內野滾地球，原本打者可能出局，但因守備員（野手）試圖要使壘上其他跑者出局，無論守備員的企圖是否成功，只要沒有出現失誤而打者又能夠安全上壘，野手選擇就成立。

## 詳細的棒球規則
規則2.28 野手選擇（Fielder's Choice）
接住內野滾地球的野手不使擊球跑壘員出局，而卻企圖使前位跑壘員出局的行為。又有以下三種狀況：
1. 獲得安打之擊球員，利用野手企圖使前位跑壘員出局而傳球於它壘時多佔得一個壘或一個壘以上時。
2. 跑壘員不因盜壘或野手失誤，利用野手企圖使其他跑壘員出局而傳球於他壘中，所進佔壘時。
3. 跑壘員盜壘，因野手未採取守備行為而獲進壘時，對於因上述原因而獲進壘的擊跑員或跑壘員在記錄上應記為野手選擇。

## 外部連結
- 中華職棒大聯盟 棒球規則
- 台灣棒球維基館 野手選擇 （页面存档备份，存于）